# Informbiro
Informbiro franc. ured za informacije; Informbiro (isp. Kominforma) – savjetodavni organ komunističkih partija (KP Francuske, Italije, Bugarske, Čehoslovačke, Rumunjske, Poljske, SSSR-a, Mađarske i Jugoslavije), utemeljen 1947. godine, sa sjedištem u Beogradu. Temeljni su zadaci Informbiroa bili pridonijeti rješavanju tekućih problema pojedinih partija, jedinstven nastup u svijetu te izvješćivanje javnosti o stavu komunističkih partija o načelnim i drugim pitanjima. Nakon Rezolucije od lipnja 1948. godine, uperene protiv Jugoslavije, Komunistička partija Jugoslavije, prestala je biti članicom Informbiroa te je stoga sjedište preneseno u Bukurešt. 
Sovjetski Savez je Informbiro koristio kao transmisiju za ostvarenje svojih geopolitičkih interesa, slično kao što je prije činio s Kominternom. Osobito su se tim interesima polovinom 1947. godine našli Jugoslavija i Bugarska, čiji su političke vođe razgovarali o Balkanskoj federaciji, koja bi uz te dvije zemlje uključila još Albaniju (u kojoj tada vrlo zaostaloj zemlji je na čelu tada bio dosta slabi komunistički režim, koji se u svemu oslanjao na Jugoslaviju), ali i Grčku, koja je bila u anglo-američkoj zoni utjecaja, a Jugoslavija i Bugarska su podržavali komunističke gerilce koji su pokušavali ovladati zemljom: Sovjetski Savez je ocjenjivao da gerilci u Grčkoj zapravo ne mogu pobijediti ako zapadne sile to ne žele dopustiti – ali da nastavak sukoba škodi interesima SSSR-a.  
Rezolucija Informbiroa je bio povijesni događaj za Jugoslaviju, koja je do tada u gospodarskom, vanjskopolitičkom i vojnom smislu bila posve oslonjena na istočni blok okupljen oko Sovjetskog Saveza. Gospodarstvo zemlje – koje je već bilo u lošem stanju zbog ideološki motiviranih reformi u kojima se zemlju oduzimalo seljacima, trgovine trgovcima, radionice obrtnicima i brodove ribarima (sve to pod parolom "tvornice radnicima, zemlja seljacima") – je zapalo u još težu krizu zbog prekida robne razmjene sa socijalističkim zemljama: oko polovine vanjskotrgovinske razmjene Jugoslavije bilo je sa zemljama Istočnog bloka. Politička svađa između Staljina i Tita – dvije osobe čije su se slike vis-a-vis nalazile na zidovima školskih učionica i svih drugih javnih prostorija – i vanjskopolitički prijepor s do tada glorificiranim SSSR-om predstavljala je iznimno teški udarac za mladu diktaturu radničke klase. Uz to je postojala vrlo realna mogućnost invazije s Istoka, te su na granicama s Mađarskom, Rumunjskom i Bugarskom vojne napetosti nerijetko dovodile do incidenata u kojima su ginuli vojnici.
Godine 1956. Informbiro je prestao djelovati.